# Neleucania citronella
Neleucania citronella är en fjärilsart som beskrevs av Smith 1902. Neleucania citronella ingår i släktet Neleucania och familjen nattflyn. Inga underarter finns listade i Catalogue of Life.